# La meravigliosa storia di Henry Sugar
La meravigliosa storia di Henry Sugar (The Wonderful Story of Henry Sugar) è un cortometraggio del 2023 scritto e diretto da Wes Anderson. È tratto dalla serie di racconti Un gioco da ragazzi e altre storie, scritta da Roald Dahl. Ha vinto ai Premi Oscar 2024 come miglior cortometraggio.

## Trama
Henry Sugar, giocatore d'azzardo, viene a conoscenza di un uomo proveniente dall'India che, grazie alla meditazione yoga, riesce a vedere senza usare gli occhi. Rendendosi conto dei benefici che potrebbe trarne giocando nei casinò, decide di esercitarsi per acquisire la stessa abilità.

## Produzione
Nel settembre 2021 Netflix acquisì la Roald Dahl Story Company per 686 milioni di dollari e confermò la trasposizione cinematografica della raccolta nel gennaio 2022 con Wes Anderson confermato alla regia e alla sceneggiatura. Benedict Cumberbatch venne confermato come principale protagonista nella parte di Henry Sugar e Ralph Fiennes nella parte di Dahl. Le riprese si svolsero principalmente a Londra.
Il film era originariamente concepito come lungometraggio, ma nel giugno 2023 il regista confermò che si sarebbe trattato di una serie di brevi cortometraggi.

## Promozione
Il primo trailer del film è stato pubblicato il 14 settembre 2023.

## Distribuzione
Il corto è stato presentato fuori concorso all'80ª Mostra internazionale d'arte cinematografica di Venezia il 1º settembre 2023, per poi ottenere una distribuzione limitata negli Stati Uniti il 20 settembre ed essere distribuito su Netflix sette giorni dopo.
Il corto è stato ripubblicato il 15 marzo 2024 su Netflix come film antologico insieme ad altri tre cortometraggi (Il cigno, Il derattizzatore, Veleno), col titolo La meravigliosa storia di Henry Sugar e altre tre storie.

## Riconoscimenti
- 2024 – Premio Oscar
  - Miglior cortometraggio